# بطولة أمم آسيا لكرة السلة 2011
بطولة أمم آسيا لكرة السلة 2011 للرجال هي النسخة الخامسة والعشرون من بطولة أمم آسيا لكرة السلة رجال التي تؤهل أصحاب المراكز الثلاث الأولي إلى مسابقة كرة السلة في الألعاب الأولمبية الصيفية 2012 لندن 2012. وهي البطولة الرئيسية لمنتخبات الاتحاد الآسيوي لكرة السلة. ستقام البطولة في لبنان.